# Kohler (Wisconsin)
Pour les articles homonymes, voir Kohler.
Kohler est un village du comté de Sheboygan, dans l'État du Wisconsin, aux États-Unis. En 2020, il comptait une population de 2 195 habitants.